# Nymphon curvidens
Nymphon curvidens is een zeespin uit de familie Nymphonidae. De soort behoort tot het geslacht Nymphon. Nymphon curvidens werd in 1990 voor het eerst wetenschappelijk beschreven door Stock. 